# Lasiopogon tetragrammus
Lasiopogon tetragrammus är en tvåvingeart som beskrevs av Friedrich Hermann Loew 1874. Lasiopogon tetragrammus ingår i släktet Lasiopogon och familjen rovflugor. Inga underarter finns listade i Catalogue of Life.